# Gaetano Del Giudice
Gaetano Del Giudice (San Gregorio Matese, 4 novembre 1816 – Apricena, 9 maggio 1880) è stato un patriota e politico italiano.

## La famiglia
Nacque il 4 novembre 1816 nel piccolo paese di San Gregorio, l'attuale San Gregorio Matese in provincia di Caserta.
Discendente di una delle più ricche famiglie del Matese casertano, dopo gli studi si dedicò completamente all'ideale politico, tralasciando la gestione del patrimonio di famiglia, una vera e propria holding affaristico imprenditoriale gestita dagli zii e dal fratello, operanti tra Piedimonte, San Gregorio e la Capitanata.

## Patriota a Napoli
Nel 1848 fu deputato al Parlamento napoletano, dove entrò a far parte della Commissione Finanza, ma si segnalò specialmente per essere tra i firmatari del documento di protesta del 15 maggio contro il regno borbonico.
Nella vicenda repressiva che ne conseguì egli risultò sorvegliato dalla polizia borbonica, che lo classificò fra gli “attendibili”.
Nel 1852 fu tra i testimoni chiamati da Silvio Spaventa a sua difesa nel processo che vide costui condannato all'ergastolo insieme ad altri.
Da allora e fino al 1860 Del Giudice rimase, tra Napoli e la Capitanata, a lavorare nell'ombra insieme ai tanti liberali che rodevano ai fianchi la dinastia morente. E per la gestione dei suoi affari economici si avvalse spesso dell'aiuto di Beniamino Caso, che può essere oggi considerato per quel periodo come il suo più stretto collaboratore nella gestione della vicenda politica locale.
Intanto aveva sposato Giovannina Nocella, di Lucera, ed a Napoli nacquero i suoi due figli Amelia ed Achille Ugo.
Quando nell'estate del 1860 lo sbarco di Garibaldi in Sicilia chiariva l'imminenza degli eventi,
Gaetano De Giudice fu tra i finanziatori del giornale “Nazionale” fondato da Silvio Spaventa e diretto da Ruggero Bonghi, esponendo il suo nome in prima fila insieme a personaggi di rilievo del liberismo partenopeo. Ma dissentiva dall'orientamento filogovernativo del giornale.
Egli infatti faceva parte del Comitato dell'Azione, formato a Genova da Agostino Bertani nello spirito mazziniano più avanzato ed operativo, in contrapposizione al Comitato dell'Ordine, formato a Torino da La Farina, che annoverava la componente moderata risalente a Cavour.

## Governatore di Capitanata
Con decreto dittatoriale del 18 settembre 1860, firmato dal Segretario generale Bertani, veniva nominato Governatore con poteri illimitati “Il sig. Gaetano del Giudice per la provincia di Capitanata”.
Il 26 settembre 1860 Gaetano Del Giudice giunse a Foggia, accolto già fuori le porte della città da una folla in festa, venendo ad insediarsi in un territorio completamente travolto dalla crisi economica, dalla mancanza di qualsiasi direttiva statale e da un malcontento popolare pronto ad aprire la strada al fenomeno del brigantaggio.
Nel fronteggiare i primi tumulti popolari seguiti al plebiscito dell'ottobre 1860, egli si poté avvalere della collaborazione di Michele Rebecchi, sindaco e maggiore della Guardia Nazionale di Monte Sant'Angelo, che gli era stato inviato direttamente da Garibaldi, e di Liborio Romano, soltanto omonimo del ministro borbonico, che era entrato poche settimane prima a Bari assumendone il governo provvisorio per ordine di Garibaldi e che si muoveva nella zona col preciso ordine di reprimere i tumulti filoborbonici.
Ma l'esito del suo governatorato fu drammatico in termini di riscontro politico: fu descritto come un uomo fazioso per l'amicizia che riservò ai suoi collaboratori, violento per la dura azione di repressione del brigantaggio, ed infine poco affidabile come pubblico funzionario per il suo atteggiamento di critica rispetto alle direttive amministrative piemontesi.
In realtà nel suo sforzo di ripristino della cosa pubblica Del Giudice provò a coinvolgere anche esponenti della destra come Lorenzo Scillitani a Foggia e Gaetano De Peppo, futuro deputato di Lucera. Ma sostanzialmente non fu messo nelle condizioni di poter operare con azioni proficue, confermando nei fatti l'affermazione di Cavour che “Se all'apertura delle Camere si potrà dire con qualche fondato motivo che Garibaldi governava l'Italia Meridionale meglio di noi, siamo rovinati”.
Capì di non avere più possibilità di manovra quando Garibaldi andò via da Napoli, per cui il 10 dicembre 1860 si dimise, ma fu costretto a mantenere le funzioni di Governatore fino al 15 gennaio dell'anno seguente, quando finalmente poté lasciare Foggia. E sette giorni dopo assunse l'incarico di Governatore della provincia di Teramo.
Soltanto due mesi dopo, nel marzo 1861, il torinese Cesare Bardesono, stretto collaboratore di Cavour, assunse l'incarico di nuovo Governatore a Foggia, accompagnato dall'affermazione di Costantino Nigra secondo il quale “Abbiam reso evidente che non si può camminare con uomini municipali, che bisogna procedere nella via dell'unificazione, che bisogna accettare gli uomini nostri e i Piemontesi”.
Bardesono fu feroce nell'addossare a Del Giudice i mali che affliggevano la provincia di Foggia, ma pochi mesi dopo, nel pieno della rivolta delle bande di briganti, chiese ed ottenne una nuova destinazione.

## Deputato a Torino
Nel gennaio 1861 si tennero le prime elezioni nazionali. Gaetano Del Giudice si candidò nel collegio di Piedimonte d'Alife dove fu ampiamente sconfitto dal suo vecchio amico Beniamino Caso che, in virtù di un clamoroso successo personale era stato eletto anche nel collegio della città di Caserta. Contemporaneamente Del Giudice si candidò pure nel collegio di Manfredonia dove fu primo eletto precedendo di poco Ruggero Bonghi: ma al ballottaggio del febbraio successivo i voti di Bonghi si quadruplicarono.
Toccato dalla delusione di una doppia sconfitta, a fine febbraio si dimise da Governatore di Teramo.
Ma in un gesto di generosa amicizia Beniamino Caso optò per il collegio di Caserta e pertanto, nelle elezioni suppletive del 14 aprile, Del Giudice fu eletto deputato nel collegio di Piedimonte.
Nell'aula di palazzo Carignano a Torino egli sedette tra i garibaldini nel primo settore a sinistra, occupato dai deputati definiti di “opposizione” e da molti “progressisti”. Con lui c'erano Ferdinando Petruccelli della Gattina, Giuseppe Ricciardi, Francesco Crispi, Nino Bixio, Filippo Turati, Aurelio Saffi, Agostino Bertani e Giuseppe Garibaldi per un totale di 47 deputati.
Tra il 1862 e il 1865 fu iniziato in Massoneria nella Loggia Dante Alighieri di Torino.
Agli inizi del 1862 il governo torinese comprese la vertiginosa gravità di una guerra civile che stava insanguinando l'intero meridione. Fu così che il primo ministro Urbano Rattazzi raggiunse un'intesa con l'opposizione di sinistra affinché si trovasse una soluzione unitaria alla insurrezione armata di quelle regioni.
Accadde allora che, tra le nuove nomine di prefetti destinati nelle aree più calde del Meridione, la scelta per Foggia ricadde proprio su Gaetano Del Giudice.

## Prefetto di Foggia
Nell'aprile 1862 fece dunque ritorno a Foggia, segnato dalle critiche di alcuni ma soprattutto indebolito da una recrudescenza del brigantaggio che in quell'estate fu di tali proporzioni da costringere Torino a concentrare nelle mani del generale La Marmora non solo la direzione militare, ma anche quella politica del Meridione.
Per Del Giudice si ripeté il copione del suo primo incarico pugliese. Non trovò collaborazione negli uomini dello Stato, né gli venne fornita la forza militare che più volte richiese per contrastare le forze del brigantaggio; a maggior danno, poi, poté contare su un più ampio numero di denigratori della destra governativa, essendo egli così apertamente schierato nella sinistra di opposizione.
Il generale La Marmora non lo degnava di considerazione: troppo acuto era il divario tra il politico della sinistra ed il militare governativo. E più volte Del Giudice si rivolse al primo ministro Rattazzi, segnalando con toni accorati che “se il brigantaggio non sarà spento tra un mese, tutti i campi verranno incendiati. Il Tavoliere sarà un lago di fuoco. Mi ascolti per carità” vedendo però cadere nell'oblio le sue richieste.
Quando Garibaldi venne arrestato in Aspromonte, anche a Foggia si tennero clamorose manifestazioni di piazza in favore del generale ed in aperto dissenso con il governo piemontese. Il Governatore Del Giudice, che in cuor suo era sicuramente in favore di quelle manifestazioni, le tollerò in silenzio.
Per Rattazzi la misura era colma, e decise di liberarsi una volta per tutte di Del Giudice.
Il 24 agosto 1862, nel solito francese che i piemontesi utilizzavano per comunicare tra loro, annunciò la decisione a La Marmora. Poi chiese a Del Giudice di dimettersi “non essendovi nulla di personale contro di Lei, ma solo considerazioni politiche”.
La defenestrazione di Del Giudice si iscriveva dunque nella clamorosa vicenda d'Aspromonte, che aveva registrato pochi giorni prima anche le dimissioni dei Governatori Enrico Cosenz a Bari ed Antonino Plutino a Catanzaro. Vicenda che nel novembre seguente sfociò nella caduta del primo ministro Rattazzi, abbandonato dalla sinistra per un avvenimento che aveva portato la nazione sull'orlo della guerra civile.

## Epilogo
Del Giudice tornò a svolgere la sua funzione di oppositore nel Parlamento torinese, esponente di quella sinistra estrema che nel dicembre dello stesso anno si spaccò clamorosamente quando il Governo di Marco Minghetti proclamò lo stato di assedio in Sicilia. Un folto gruppo di deputati vide subito accolte le proprie dimissioni senza discussione.
Nelle elezioni suppletive che seguirono il 24 gennaio 1864, Del Giudice fu confermato deputato per il collegio di Piedimonte, conservando il mandato parlamentare anche nelle due successive legislature, quelle del 1865 e del 1867, quando sconfisse rispettivamente il conte Onorato Gaetani ed il suo vecchio amico Beniamino Caso.
Si ritirò dalla vita politica nel novembre 1870, quando al suo posto fu eletto il fratello Achille Del Giudice.
Rimasto presto vedovo, morì a 63 anni, il 9 maggio 1880, nell'antica masseria Torre ad Apricena, la sua casa in Capitanata.